# Pisai Köztársaság
A Pisai Köztársaság (olaszul: Repubblica de Pisa) Itália középső részén a kései 10. és 11. században létrejött városállam volt. Egy gazdasági és kereskedelmi központtá nőtte ki magát, kereskedői uralták a mediterrán és olasz kereskedelmet addig, míg Genova túl nem szárnyalta. Pisa egy hatalmas tengeri nemzetté nőtte ki magát. A csúcspontját a 11. században érte el, ekkor szerezte a hagyományos hírnevét, egyike lett a négy fő Olasz Tengeri Köztársaságnak.

## Út a hatalomhoz
A kora középkor alatt a város egy nagyon fontos kereskedelmi és tengerészeti központtá nőtt és egy jelentős kereskedelmi és hadi flottát tartott irányítása alatt. 1005-ben Reggio di Calabria elfoglalásával bővítette befolyását a dél-itáliai térségben. Pisa folytonos konfliktusban állt a szaracénokkal a Földközi-tenger irányítása miatt, akik szintén Itália földjén éltek. Genovával szövetségben 1016-ban elfoglalták Szardíniát a szaracénoktól, akiknek Mujāhid al-‘Āmirī (Mogehid) volt a vezetőjük. Ezzel a győzelemmel Pisa átvehette a Tirrén-tenger feletti irányítást. Amikor kiszorították a genovaiakat Szardíniából, a két tengeri köztársaság között egy új konfliktus és rivalizálás született. 1030 és 1035 között Pisa sikeresen folytatta a hadjáratait, sikeresen legyőzött több rivális várost, mint például a Szicíliai Emirátust és Karthágót Észak-Afrikában. Azzal, hogy Jacopo Ciurini admirális 1051-52-ben elfoglalta Korzikát, a genovaiakkal való viszony még jobban elfajult. 1063-ban a pisaiak próbáltak közeledni normann származású I. Roger szicíliai grófhoz, aki egy hadjáratot indított Szicília elfoglalására. Ez azonban csak három évtizeddel később sikerült neki. Pisa azt szerette volna elérni ezzel a közeledéssel, hogy I. Rogerrel közösen támadást indítanak majd Palermo ellen. Roger azonban egyéb kifizetendő kötelezettségei miatt vesztett a hatalmából. Támogatás hiányában pedig a Palermo ellen indított hadjárat sikertelen lett.
A Genova elleni első csatát Pisa 1060-ban sikeresen megnyerte, így be tudta biztosítani a helyét a mediterrán térségben. VII. Gergely pápa 1077-ben elismerte az új „tengeri törvényeket és szokásokat”, melyeket a pisaiak alkottak és IV. Henrik német-római császár megadta nekik a jogot, hogy saját konzulokat nevezzenek ki maguknak. Ez világosan megmutatta a jelenlegi helyzetet, mivel abban az időben Toszkána márkiját, aki Pisa névleges feudális hűbérese volt, elűzték helyéről. Pisa kifosztotta a Ziridek Mahdia városát 1088-ban. Négy évvel később genovai és pisai hajók segítettek VI. Alfonz kasztíliai királynak El Cid erőit Valenciából kiűzni. II. Orbán pápa 1092-ben Pisának adományozta a Korzika és Szardínia feletti uralmat és egyúttal a Pisai egyházmegyét nagyvárosi érsekséggé tette.

### Pisa és a keresztes hadjáratok

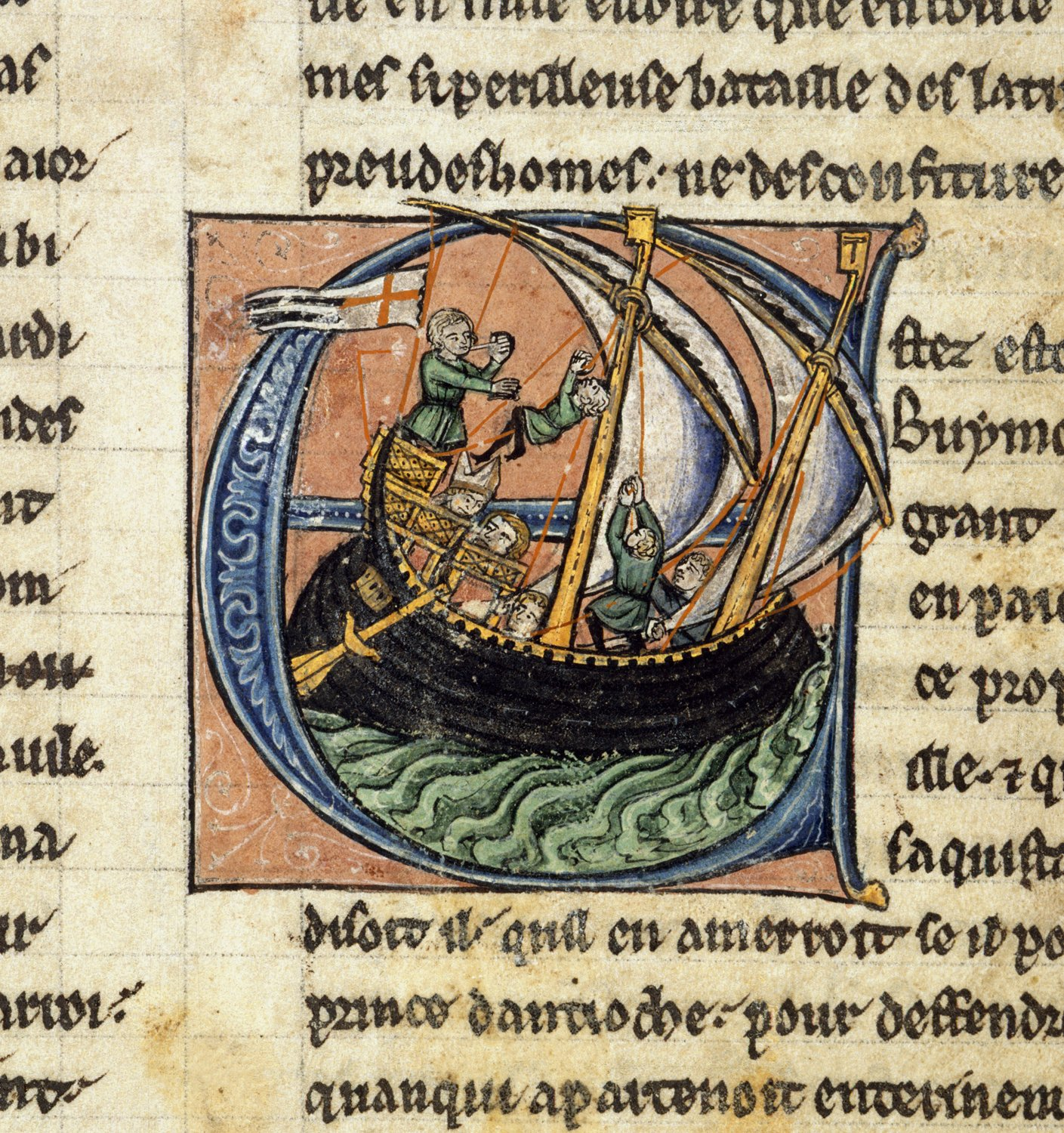
Dagobert érsek hajója, Szent György keresztes zászlóval

A pisai flotta 120 hajója vett részt az első keresztes hadjáratban és részt vettek Jeruzsálem 1099-es ostrománál. A Szentföld felé tartó úton a pisai hajók nem hagyták ki a lehetőséget, és több bizánci szigetet kifosztottak. A hajóhadat Dagobert érsek vezette, aki később a Jeruzsálemi latin pátriárkája tisztséget is betöltötte.
Pisa és a többi tengeri köztársaság kihasználta a hadjáratot, hogy a keleti part menti szíriai, libanoni és palesztin régiókban kereskedelmi állomásokat és telepeket hozzanak létre. De a pisaiak hozták létre a legtöbb telepet. Ezek Antiókhiában, Akkóban, Jaffában, Tripoliszban, Türoszban és Latakiában. A Jeruzsálemben és Caesareában létrehozott területi egységeknek, továbbá a kisebb telepeknek (a kevésbé autonóm) Kairóban, Alexandriában és természetesen Konstantinápolyban, I. Alexiosz bizánci császár speciális kikötési és kereskedelmi jogokat biztosított. Mindezen városoknak adtak a pisaiak kiváltságokat és adózás alóli mentességet, cserébe pedig támadás esetén a védelemben kellett segíteniük. A 12. század első negyedében Konstantinápolyban, a pisaiak által birtokolt keleti részen a lakosság száma 1000 fővel nőtt. Voltak olyan évek, amikor Pisa volt a legjelentősebb katonai és kereskedelmi szövetségese Bizánci Birodalomnak, meghaladva a Velencei Köztársaságot is.
A Földközi-tenger nyugati részén bár VII. Gergely pápa a Baleár-szigetek feletti uralmat Pisának adta 1085-ben és a pisai kereskedők voltak az 1113-tól 1115-ig tartó Baleár-szigeteki expedíciók kezdeményezői, ez sikertelen volt az ott lévő Muszlim Taifa miatt.

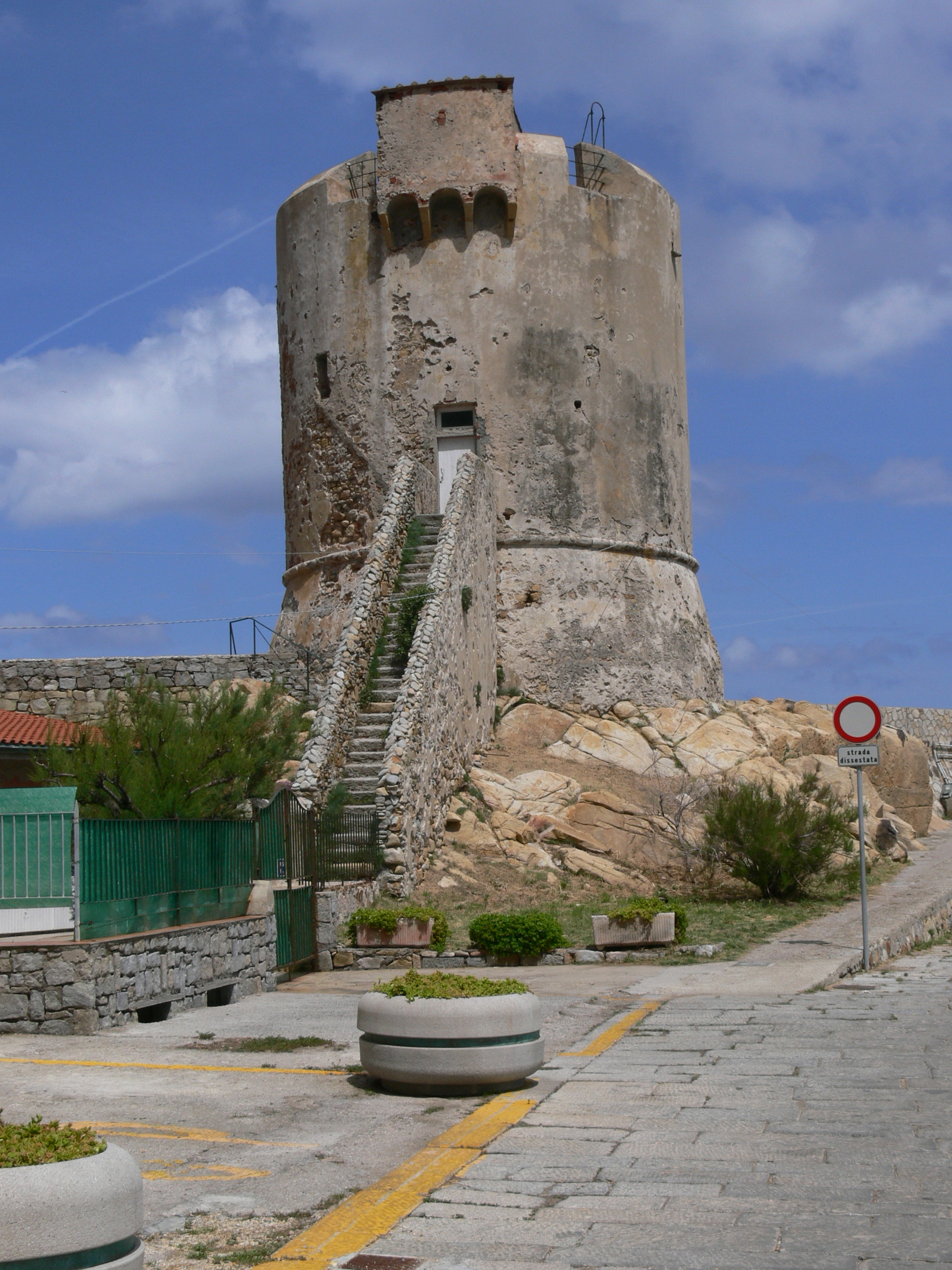
Pisai kilátótorony, szaracén kalózok figyelésére
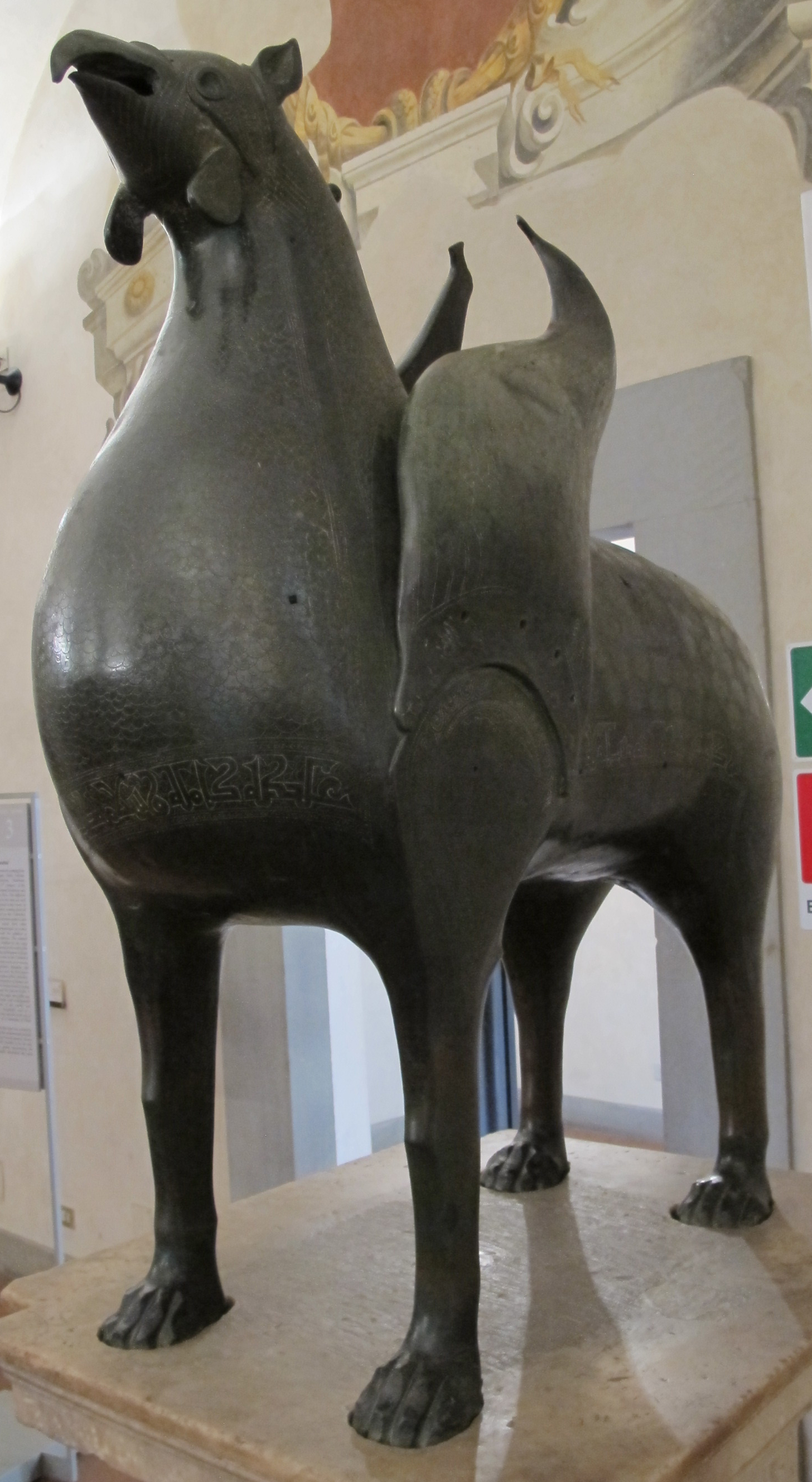
A Pisai Griff, melyet a pisaiak egy iszlám erődítményből zsákmányoltak
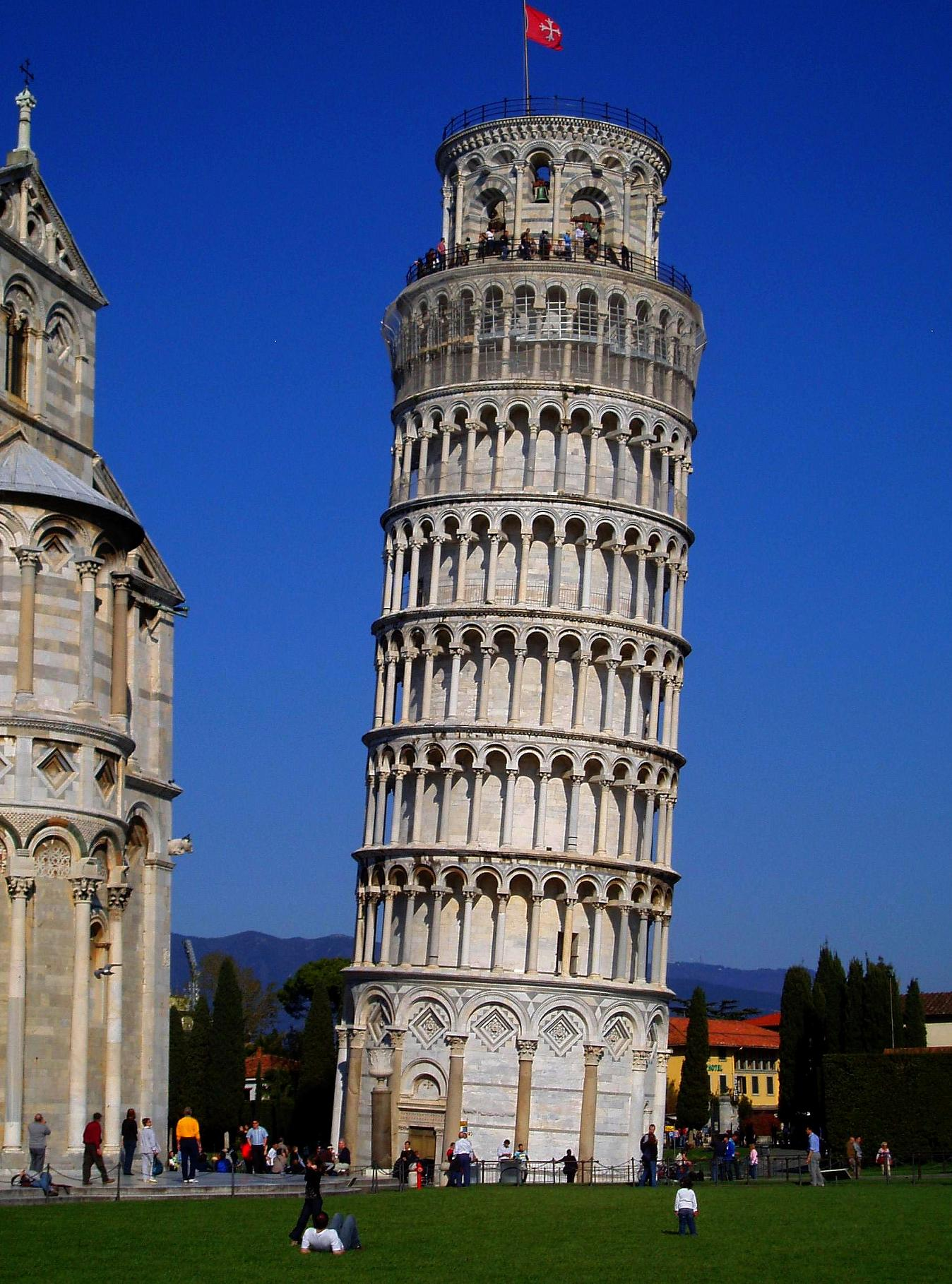
A pisai ferde torony, egyben a katedrális harangtornya (12–14. század)

## Hanyatlás
Pisa, mint nemzetközi nagyhatalom örökre lehanyatlott a Meloriai tengeri csatában Genova ellen 1284-ben. Ebben a csatában a legtöbb pisai gálya elpusztult, rengeteg tengerész fogságba esett. 1290-ben újra összecsapott a két hajóhad Porto Pisano kikötőjénél, de itt már megpecsételődött a független Pisai Köztársaság sorsa. Az Aragón Korona Országai 1323–1326 között kiűzték a pisaiakat Szardínia területéről.
A fennmaradt részt Gabriele Maria Visconti eladta 1399 után a Firenzei Köztársaságnak. Ez ellen még volt egy véres és haszontalan felkelés, de 1406-ban az önálló városállam megszűnt létezni.

## Lásd még
- Pisa
- Amalfi Köztársaság
- Genovai Köztársaság
- Baleár-szigetek